# Épandage des eaux des crues
L’épandage  des eaux des crues est une forme d’irrigation qui existe dans les régions arides et semi-arides du globe terrestre, particulièrement l’Asie et l’Afrique (Iran, Maroc, Algérie, Tunisie, etc.). Le climat est caractérisé par une pluviométrie irrégulière ayant une moyenne inférieure à 300 mm. Les fortes précipitations génèrent des crues dont le nombre varie annuellement et selon les régions entre 15 et 1.
Les paysans de ces régions ont maîtrisé ces crues, et les ont orientés vers des périmètres d’épandage moyennant des seuils sur les cours d’eau et un réseau de canaux qui permet d’amener l’eau sur les zones à irriguer. L’apport des crues complète l’apport des pluies et constitue un apport d’appoint pour Les cultures. Les eaux des crues sont riches en sédiments et éléments nutritifs, le sol est fertilisé et lessivé par une eau de crue de bonne qualité.

## Système de production
Les cultures irriguées par épandage concernent essentiellement, les céréales et les cultures fourragères. Elles différent d’un pays à l’autre, en voici deux exemples :
- Tunisie[4] : les cultures irriguées par épandage sont surtout les céréales d’hiver (blé, orge) ainsi que les oliveraies et les amandiers.
- Iran[2] : les cultures irriguées par épandage concerne surtout les céréales fourragères (orge) et les arbustes (Atriplex lentiformis)

### Description des ouvrages d’épandage

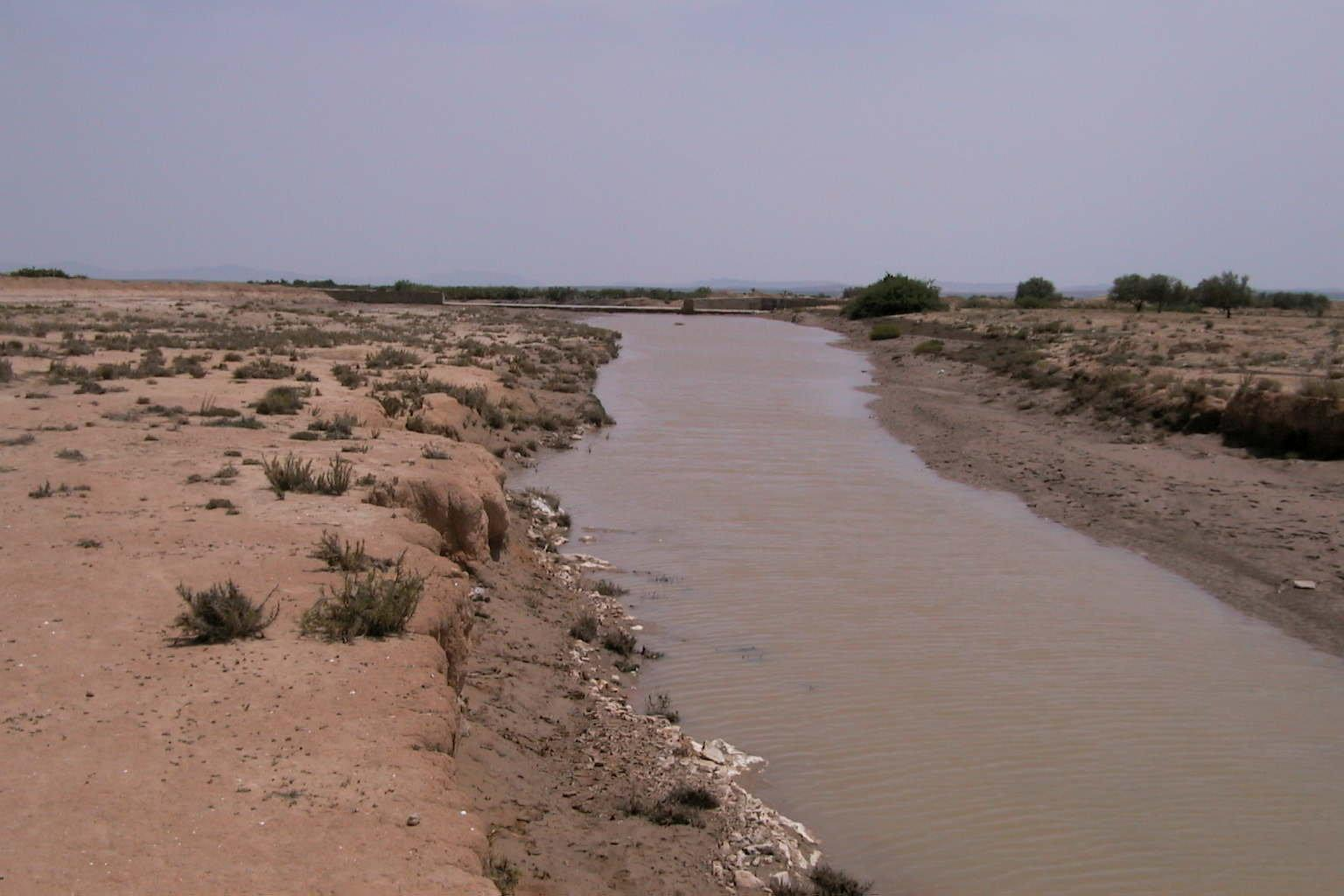

L’épandage des eaux des crues se fait par dérivation d’une partie des crues :
- Les ouvrages traditionnels de dérivation comportent généralement un seuil qui barre la totalité du lit ou seulement un épi qui forme un canal avec la berge de l’oued qui se prolonge dans la plaine. Un réseau de canaux permet la distribution de l’eau.
- Les ouvrages actuels, se composent d’un barrage de dérivation, placé en travers de l’oued, en amont du périmètre à irriguer. Ce barrage peut être en béton, en gabion ou fusible en partie c'est-à-dire composé d’une partie en terre qui se rompt lors des grandes crues. Il est relié à un réseau de canaux en terre

### Volume dérivé et dose annuelle d’irrigation
Le volume dérivé dépend de plusieurs facteurs notamment :
- La taille du bassin versant ;
- Le nombre de crues ;
- Le débit de crues ;
- Le temps de concentration ;
- La forme de l’hydrogramme de crues ;
- Le coefficient d’infiltration du sol, de l’oued et des périmètres ;
- Les caractéristiques des aménagements (débits de prise, débit de déversement) ;
- La hauteur du seuil de dérivation ;
- La propagation de la crue entre la station de mesure et le site de dérivation.

En Tunisie, les débits d’équipement des canaux traditionnels varient de 10 à 20 l/s. Une irrigation peut apporter, lors des fortes crues, jusqu’à 1000 m3/ha pendant la durée réduite des crues. Les doses annuelles d’irrigation, apportées par les volumes dérivés vers les périmètres d’épandage des eaux des crues varient de 6000 m3/ha à 500 m3/ha .